# Synallaxe ponctué
Thripophaga gutturata
 (2024).
Espèce
Statut de conservation UICN

 LC  : Préoccupation mineure
Le Synallaxe ponctué (Thripophaga gutturata) est une espèce de passereaux de la famille des Furnariidae.

## Répartition

répartition